# Philippe Giordana
Philippe Giordana (Niza; 23 de enero de 1978 - 21 de octubre de 2022), también conocido como Phil Giordana, fue un músico, tecladista, cantante y compositor francés, cofundador de la agrupación de power metal sinfónico, Fairyland.

## Carrera
Inspirado por la escena de power metal europeo con grupos como Blind Guardian y Symphony X, e incluso con influencia de artistas como Mike Oldfield, y compositores de film score como John Williams, Danny Elfman, y Hans Zimmer. Phil Giordana comenzó componiendo canciones para sí mismo. En 1998, durante un evento donde tocaba con su entonces banda de rock, conoce al multinstrumentista Willdric Lievin, con quien rápidamente forja una amistad. Este le convence de formar una banda de metal sinfónico. Siendo ambos fanáticos de las historias de Fantasía medieval, deciden llamar a su proyecto musical Fantasia. Proyecto al cual también se une más tarde el bajista y guitarrista, Thomas Cesario. Juntos graban dos demos, el primero titulado “Tribute to Universe”, y el segundo en el año 2000, titulado “Realm of Wonders”.
Consiguiendo su primer contrato discográfico, deciden hacer su primer álbum de estudio invitando a varios músicos como cantantes. Su primer contacto fue con la cantante española Elisa C. Martin de Dark Moor. Tras aceptar cantar con ellos, y haber grabado una canción, la banda prefirió que Elisa cantara en todas las canciones y se quedara como vocalista de planta en la agrupación. En 2003, para estrenar este primer álbum de estudio, la banda decidió cambiarse el nombre por Fairyland. Aunque con esta alineación únicamente grabaron un álbum antes de separarse. Willdric junto con Elisa deciden comenzar un nuevo proyecto musical, y Phil Giordana decide continuar Fairyland sin ellos.
En 2006, Giordana saca el segundo álbum de estudio de Fairyland con una nueva alineación. Aunque nuevamente esta alineación se desintegraría tras algunas giras de la banda. Para este momento Fairyland venía siendo el proyecto solista de Phil Giordana, ya que él componía la mayoría de las canciones y se mantenía como único miembro estable. Más tarde, Willdric Lievin regresa a la banda y, junto con varios músicos invitados y de sesión, estrenan en 2009 el tercer álbum de estudio de Fairyland, “Score to a New Beginning”.
En 2010, Philippe es invitado como tecladista en la banda de power metal belga, Magic Kingdom. Con esta agrupación, únicamente graba un álbum de estudio: “Symphony of War”. Durante mucho tiempo Phil estuvo colaborando con varias agrupaciones de metal, como Iron Mask, Kerion, e incluso Hamka (agrupación de Willdric con Elisa C. Martin).
El último trabajo que Phil hizo con Fairyland fue en mayo de 2020, al estrenar el álbum “Osyrhianta”, después de más de 10 años sin sacar un nuevo álbum. Para este álbum, Fairyland se había reformado como banda, y no como proyecto solista, en 2015.

## Fallecimiento
El 21 de octubre de 2022 muere Philippe Giordana, a los 44 años de edad. La noticia de su fallecimiento fue dada a conocer al día siguiente por los integrantes del grupo Kerion a través de su cuenta de Facebook. Ya que los integrantes de esta banda eran muy unidos a Phil, quien había colaborado con ellos en varias ocasiones.
Más tarde su compañero, Willdric Lievin, dio a conocer los detalles de su muerte, revelando que Giordana llevaba varios meses enfermo. También declaró que antes de morir, Phil le hizo prometer a Willdric que grabara el quinto álbum de Fairyland en conjunto con el músico francés Peter Crowley.
Los restos de Philippe Giordana fueron cremados y sus cenizas esparcidas en un lugar secreto que Philippe admiraba, alejado de la civilización. Su esposa, Alicja, escribió un mensaje a través de la cuenta de Facebook oficial de Fairyland donde lo confirma:

«En ocasiones recibo mensajes preguntándome si hay algún lugar/punto, como una lápida o una placa, donde se conmemore oficialmente a Phil. No existe tal lugar porque él no lo quiso así. Fue cremado y sus cenizas fueron esparcidas en un hermoso lugar que a él le gustaba. Lejos de la civilización y su ruido. Hay montañas majestuosas, bosques frondosos y (probablemente) animales salvajes. Tiene su Sagrada Serenidad.»

## Discografía

### Fantasía
- Realm of Wonders (Demo) (2000)

### Fairyland
- Of Wars in Osyrhia (2003)
- The Fall of an Empire (2006)
- Score to a New Beginning (2009)
- Osyrhianta (2020)

### Magic Kingdom
- Symphony of War (2010)